# John Wainwright
John William Wainwright (* 25. Februar 1921 in Leeds; † September 1995) war ein britischer Autor, der neben Kriminal- und Spionageromanen auch Kurzgeschichten, Hörspiele sowie Zeitschriftenartikel und Kolumnen verfasste. Er publizierte zudem unter dem Pseudonym Jack Ripley.

## Leben
John Wainwright wurde 1921 in Leeds geboren. Er verließ die Schule im Alter von 15 Jahren, um im Baugewerbe zu arbeiten. Während des Zweiten Weltkriegs diente er in der Royal Air Force als Heckschütze in Lancaster Bombern. 1947–1966 arbeitete er als Polizist in West Riding of Yorkshire. Während dieser Zeit setzte er in seiner Freizeit seine Ausbildung an der Universität in London fort und erlangte nach siebenjährigem Studium 1956 einen Abschluss der Rechtswissenschaften.
1965 verfasste er seinen ersten Kriminalroman Die schwarze Gräfin (engl. Death in a Sleeping City), der noch im selben Jahr in deutscher Übersetzung erschien. 1967 verließ Wainwright die Polizei, ließ sich mit seiner Frau Avis in Flamborough (England) nieder und arbeitete als freiberuflicher Schriftsteller.
Insgesamt verfasste Wainwright 83 Romane (vier davon unter Pseudonym), sieben Hörspiele, einige Kurzgeschichten sowie unzählige Artikel für Zeitschriften. Der Roman Gehirnwäsche (engl. Brainwash) lieferte die Vorlage für die Filme Das Verhör (1981) sowie Under Suspicion – Mörderisches Spiel (2000).
Trotz seines konstanten, wenn auch moderaten Erfolgs lebte Wainwright sehr zurückgezogen und gab nur äußerst selten Interviews.
Er starb 1995 wenige Monate nach dem Erscheinen seines letzten Romans.

## Werke (Auswahl)
- Die schwarze Gräfin (1965, Death in a sleeping city)
- Die Juwelenbande (1966, The crystallised carbon pig)
- Die Würmer müssen warten (1967, The worms must wait)
- Talent zum Morden (1967, Talent for murder)
- Rache in zwei Minuten (1967, Ten steps to the gallows)
- Agenten unter sich (1968, Web of silence)
- Der schwarze Himmel (1968, The darkening glass)
- Der organisierte Mord (1969, The take-over men)
- Ein folgenschwerer Plan (1969, The big tickle)
- In einer Nacht des Grauens (1970, Freeze thy blood less coldly)
- Jedes Mittel ist erlaubt (1970, Prynter's devil)
- Acht Gewehre und kein Mörder (1971, Dig the grave and let him lie)
- Das Gesetz der Unterwelt (1971, The pig got up and slowly walked away)
- Die Leiche vor der Tür (1971, Davis doesn't live here any more) (Jack Ripley)
- Requiem für einen Verlierer (1972, Requiem for a loser)
- Die Abrechnung (1972, My word you should have seen us)
- Nachts stirbt man schneller (1972, Night is a time to die)
- Mord in der besten Gesellschaft (1973, High-class kill)
- Vorsatz gehört zum Mord (1973, Touch of malice)
- Teuflische Rache (1973, The devil you don't)
- Die ganz besondere Nacht (1974, Kill the girls and make them cry)
- Treffpunkt Marseille (1974, Cause for a killing)
- Der Tod des alten Hasen (1975, Death of a big man)
- Gegend mit Gewalt (1975, Landscape with violence)
- Das Empfangskomitee (1975, Square dance)
- Das Messer an der Kehle (1976, The bastard)
- Der Preis der Freiheit (1976, Aquittal)
- Gehirnwäsche (1977, Brainwash)
- Sechs Richtige und ein Toter (1977, Pool of tears)
- Joey (1977, The day of the Peppercorn kill)
- Gutschein für Mord (1978, Thief of time)
- Kopf oder Zahl (1980, Man of law)
- Mörder kennen keine Reue (1983, Heroes no more)
- Faktor Feminin (1983, The distaff factor)
- Das falsche Geständnis (1984, The ride)
- Ein Schritt zuviel (1984, Cul-de-sac)
- In einer einzigen Nacht (1985, All Through the Night)
- Schlafen Sie gut, Mr. Grantley (1986, The tenth interview)